# Oskar Luts
Oskar Luts (ur. 7 stycznia 1887 w Kaarepere, zm. 23 marca 1953 w Tartu) – estoński pisarz, przedstawiciel neorealizmu.

## Biografia
Był synem cieśli (później szewca), Hindrika Lutsa, jego matką była Leena Luts. Uczył się kolejno w szkole wiejskiej, parafialnej, a na koniec w szkole realnej w Tartu. Studiował na Wydziale Farmaceutycznym Uniwersytetu Tartuskiego; kierunek ukończył w 1911 r. W 1914 z racji pełnionego zawodu powołano go do armii rosyjskiej i służył wówczas przez pewien czas w Warszawie. Po I wojnie światowej powrócił do Estonii i włączył się do walki o wyzwolenie ojczyzny. Od roku 1921 zajmował się już wyłącznie literaturą.
W swojej twórczości opierał się na wątkach autobiograficznych. Pisał realistyczne nowele i powieści o tematyce społeczno-obyczajowej, głównie z życia młodzieży, m.in. Kevade (Wiosna, t. 1-2 1912-1913; polski przekład fragmentów ukazał się w 1968 pt. Wiosna. Obrazki z życia szkolnego), dramaty (Kapsapää (1913) - Kaczan kapusty), a także wspomnienia, felietony i szkice literackie.
Opublikował 69 książek, nie licząc tłumaczeń i drobniejszych artykułów. W 1969 weszła na ekrany adaptacja filmowa powieści Wiosna, w reżyserii Arvo Kruusementa. W tartuskim domu pisarza mieści się muzeum, drugie muzeum jest w Palamuse.
Jego brat, Theodor, był reżyserem i operatorem filmowym. 